# 黎派
黎派（16世紀—16世紀），字惟遠，廣東廣州府增城縣慶隆舖人，明朝政治人物。

## 生平
黎派年少有文名，十七歲補府學生，以不便侍養改為縣學生，隆慶元年（1567年）丁卯科廣東鄉試舉人，授宜黃教諭，法規嚴明令士子習俗改變，擢南安知縣，當時正值倭寇亂後，警備未平息而稅收繁複，他到任後革去重耗、省下繁刑，三年內人民得以安寧，福建按察司僉事、兵備興泉喬某下令屬縣奉上羨金，他不理會後被謫為吉王府長史。他為人慈祥，在家鄉賑恤鄰里，非因公事不曾前往縣衙，得鄉人稱頌。

## 引用
1. 1 2  民國《增城縣志·卷十九·人物二》：黎派，字惟遠，慶隆舖人，少有文名，年十七巡按御史觀風取冠廣屬補郡庠諸生，以不便侍養改邑庠，每試輒高等，中隆慶丁卯舉人，授江西宜黃教諭，嚴立科條，務多識畜德為有用之學，士習丕變；擢福建南安知縣，時值倭寇之後，警備未息，徵派繁興，凡派之所以應乎，上者隨下人之所便，而伸縮之所以責乎下者，因上人之所嚮而緩急之，革重耗、省繁刑，行之三年民以乂安，有興泉道喬某者檄屬縣報羨金，將以上下其考，派弗應，喬遂抑之，遷吉府長史。派為人慈諒謹厚，居鄉於鄰里多所賑恤，非公事未嘗一至縣門，為鄉評所重；伯兄朝勳以恩選閩邑丞，亦有冰蘖聲。